# Point Enragée
Point Enragée, également connu sous le nom de Point Rosie, est une petite communauté de pêcheurs abandonnée située au sud de l'île de Terre-Neuve dans la province de Terre-Neuve-et-Labrador au Canada.

## Géographie
Point Enragée est situé au nord-ouest de Marystown. 
La communauté se trouve sur la côte ouest de la péninsule de Burin bordant la rive orientale de la baie Fortune.

## Toponymie
Le lieu tire son nom du promontoire voisin de Point Enragée.
Les termes d'origine française Pointe Enragée et Pointe de la Rosée remonte à l'époque de la colonie de Plaisance où les pêcheurs venus de France fréquentaient la côte de la baie Fortune.

## Histoire
La communauté fut établie vers 1820. Elle comptait 168 habitants en 1956.
Tous les résidents ont été réinstallés à Garnish, Grand Bank et d'autres ports isolés de la baie Fortune au cours des années 1960. Il n'y a jamais eu de liaison routière ou ferroviaire, et parfois les Nor' easters de la baie Fortune ont rendu les départs et les débarquements de la communauté très dangereux pour la vie et l'intégrité physique.
La petite crique de Rosée Harbour abrite aujourd'hui une communauté saisonnière de cabines. Elle se trouve au bout du chemin Garnish - Point Rosie et accueille plusieurs centaines de visiteurs chaque année.